# Les Aventures de Hello Kitty et ses amis
 (octobre 2012).
Si vous disposez d'ouvrages ou d'articles de référence ou si vous connaissez des sites web de qualité traitant du thème abordé ici, merci de compléter l'article en donnant les références utiles à sa vérifiabilité et en les liant à la section « Notes et références ».
Les Aventures de Hello Kitty et ses amis est une série télévisée d'animation 3D américano-japonaise de 16 minutes, produite par David Kim et réalisée par Matthew Swanson, et Philip Lau Siu Chung. La série est diffusée au France sur Boomerang puis sur France 5 dans Zouzous depuis le 24 mars 2012. Elle est distribuée par la société française Carrere Group D.A.

## Synopsis
Aux côtés de ses camarades de classe Melody, Daniel, Pochacco, Badtz Maru et Keroppi, l’amie des petits évolue dans un monde merveilleux en 3D.

## Personnages

### Principaux
- Hello Kitty : Une petite fille joyeuse et chaleureuse. Faire des biscuits est son fort, mais ce qu'elle aime le plus, c'est de manger une part de tarte aux pommes de maman. Kitty et sa sœur jumelle Mimmy sont les meilleures amies. Elle a le béguin pour Dear Daniel et Melody est sa meilleure amie.
- Dear Daniel - Un garçon intelligent, entreprenant et livresque du même âge que Kitty. Il adore apprendre de nouvelles choses et pratiquer son passe-temps de photographier la faune. Il s'habille très formellement. Il a le béguin pour Hello Kitty.
- My Melody - Une jolie jeune fille qui est la meilleure amie de Kitty, adore faire des biscuits et les partager avec ses amis. C'est un lapin qui porte une capuche rouge et elle porte également une fleur blanche près de son oreille droite.
- Pochacco - Un chiot sympathique et légèrement maladroit qui aime jouer au football (en particulier au gardien de but), dormir et résoudre des mystères pendant son temps libre.
- Badtz-Maru - Un pingouin avec une bonne et une mauvaise attitude. Toujours à la recherche d'un angle, c'est un jeune précoce avec des rêves de grandeur. Il a parfois des manières égoïstes, mais son bon cœur le pousse toujours dans la bonne direction. Parfois, il y a une rivalité entre lui et Daniel.
- Keroppi - Une petite grenouille amusante avec un penchant pour inventer des choses. Il aime conduire sa voiture et jouer avec de nouveaux jouets.

### Autre
- M. White - Le professeur de l'école dans laquelle Hello Kitty et ses amis étudient. Il ressemble beaucoup à Anthony, le grand-père de Kitty.
- Kiki et Lala - Ils vivent sur un nuage gonflé dans le ciel. Ils possèdent des pouvoirs magiques avec lesquels ils enseignent des leçons et viennent à la rescousse de Kitty et de ses amis.
- Cinnamoroll - Un garçon gentil et timide qui dirige un café sur roues autour de SanrioTown. Sa capacité à voler en utilisant ses grandes oreilles souples est très pratique.

## Voix
- Prunelle Rulens : Kitty
- Alice Ley : Kiki
- Dominique Wagner : Lala
- Véronique Fyon : Daniel
- Esther Aflalo : My Melody
- Mélanie Dermont : Pochacco
- Stéphane Flamand : Badtz-Maru
- Michel Hinderyckx : Monsieur White
- Marie-Line Landerwyn : Keroppi